# Заальштадт
Заальштадт (нем. Saalstadt) — община в Германии, в земле Рейнланд-Пфальц. 
Входит в состав района Юго-западный Пфальц. Подчиняется управлению Вальхальбен.  Население составляет 330 человек (на 31 декабря 2010 года). Занимает площадь 5,30 км².